# Flughafen Hasvik

i7
i11
i13
Der Flughafen Hasvik (norwegisch Hasvik lufthavn, IATA-Code: HAA, ICAO-Code: ENHK) ist ein nordnorwegischer Flughafen in der Provinz Finnmark.
Er befindet sich im äußersten Südwesten der Insel Sørøya an der Küste des Europäischen Nordmeers und in unmittelbarer Nähe des Dorfes Hasvik.
Betreiber des Flughafens ist das norwegische Staatsunternehmen Avinor.
Der Flughafen wird nur von der norwegischen Regionalfluggesellschaft Widerøe angeflogen (Stand September 2013).
Direkte Linienflugverbindungen gibt es nach Hammerfest und Tromsø.